# Bảo tàng Vùng Koźminski ở Koźmin Wielkopolski
Bảo tàng Vùng Koźminski ở Koźmin Wielkopolski (tiếng Ba Lan: Muzeum Ziemi Koźmińskiej w Koźminie Wielkopolskim) là một bảo tàng nằm bên trong các phòng của Lâu đài Kozminski, tọa lạc tại số 1 Phố Zamkowa, Koźmin Wielkopolski, Ba Lan. Bảo tàng Vùng Koźminski ở Koźmin Wielkopolski được mở cửa vào tháng 12 năm 1988, nhân dịp kỷ niệm 70 năm Cuộc nổi dậy Đại Ba Lan.

## Triển lãm
Bộ sưu tập của Bảo tàng Vùng Koźminski ở Koźmin Wielkopolski hiện đang chiếm năm phòng của Lâu đài, bao gồm các triển lãm sau:
- phòng Phục hưng: giới thiệu lịch sử của thị trấn trong thời kỳ Phục hưng
- hai phòng trưng bày lịch sử của thị trấn và các tổ chức hoạt động ở đây (trinh sát, đội cứu hỏa, Hội "Sokół", Hiệp hội Hallerczyk, và các tổ chức khác)
- một phòng giới thiệu sự hợp tác của Koźmin với Dutch Made en Drimmelen
- Phòng Ký ức và Truyền thống của Trường học: triển lãm các bộ sưu tập liên quan đến giáo dục ở địa phương và một bộ sưu tập máy đánh chữ

## Giờ mở cửa
Bảo tàng Vùng Koźminski ở Koźmin Wielkopolski hoạt động quanh năm, mở cửa vào mỗi thứ Tư và một Chủ nhật trong tháng (theo thông báo trước trên báo chí). Các nhóm có tổ chức cũng có thể tham quan Bảo tàng sau khi có sự sắp xếp trước với người quản lý của Bảo tàng.